# 21544 Hermainkhan
21544 Hermainkhan este un asteroid din centura principală de asteroizi.

## Descriere
21544 Hermainkhan este un asteroid din centura principală de asteroizi. A fost descoperit pe 17 august 1998 la Socorro, New Mexico, în cadrul proiectului LINEAR. Asteroidul prezintă o orbită caracterizată de o semiaxă mare de 2,53 ua, o excentricitate de 0,10 și o înclinație de 11,3° în raport cu ecliptica.